# Transposition (échecs)
Pour les articles homonymes, voir Transposition.
Au jeu d'échecs, une transposition est une variante d'une suite de coups qui aboutit à la même position sur l'échiquier que la séquence de coups dont elle est la transposition. Par même position, on entend :
- la même position de toutes les pièces ;
- le même droit à roquer ;
- le même droit à la prise en passant ;
- le trait est à la même couleur.

L'intérêt pour un joueur d'échecs est d'éviter certaines variantes ou de gêner l'adversaire en l'amenant en terrain moins familier.
Ces transpositions sont très fréquentes dans les ouvertures. Par exemple on obtient la même position après les séquences de coups 1. d4 Cf6 2. c4 e6 3. Cc3 d5 et 1. d4 d5 2. c4 e6 3. Cc3 Cf6. Ces deux séquences sont donc transposition l'une de l'autre. 
On utilise le verbe transposer pour indiquer qu'on est passé d'une ouverture à une autre.
La préparation des ouvertures joue un rôle très important pour les joueurs d'échecs professionnels. Les transpositions sont un moyen d'éviter le déroulement classique des ouvertures et de limiter les choix de l'adversaire.